# Monique Luiz
Monique M. Luiz (née Corzilius, en 1961), également connue sous le surnom de Daisy Girl ou Peace, Little Girl, est une ancienne mannequin enfant américaine, surtout connue pour avoir figuré dans le spot publicitaire politique Daisy, qui faisait partie de la campagne électorale présidentielle américaine de 1964 du président sortant Lyndon B. Johnson.
Elle apparaît dans son premier rôle de publicité télévisée à l'âge de deux ans, sous le pseudonyme de Monique Cozy. Depuis elle a figuré dans diverses publicités télévisées. Elle s'installe en France avec ses parents en 1975 et s'y marie avant de revenir aux États-Unis en 1983. Elle apparaît dans le documentaire Bombs Away de 2014 et est recrutée par Hillary Clinton, candidate démocrate à la présidentielle de 2016, pour apparaître dans une publicité pour sa campagne présidentielle (en) contre Donald Trump.

## Biographie
Monique Corzilius naît le 3 mai 1961 à Pine Beach, dans le New Jersey, aux États-Unis, où elle grandit. Elle est la plus jeune des trois enfants de Fred et Colette Corzilius. Pendant son enfance, sa mère l'emmène à des auditions d'enfants acteurs dans la ville de New York, sous le nom de scène Monique Cozy. Sa première apparition professionnelle a lieu à l'âge de deux ans, dans une publicité pour la soupe Lipton. Elle est également apparue dans des publicités pour des entreprises telles que Kodak, Velveeta (en) et Prudential Insurance,.
En 1964, elle est choisie pour jouer dans la publicité Daisy, qui fait partie de la campagne présidentielle de 1964 du président sortant Lyndon B. Johnson contre le sénateur Barry Goldwater. Le concept principal de Daisy est de communiquer les positions anti-guerre et anti-nucléaires de Lyndon B. Johnson, en les opposant au soutien de Barry Goldwater à l'utilisation d'armes nucléaires dans la guerre du Viêt Nam,. 
Le spot publicitaire commence avec Monique Corzilius debout dans un pré, effeuilant les pétales d'une marguerite et les comptant de un à neuf. Elle saute quelques chiffres et en répète certains deux fois. Après plusieurs prises de vue, il est décidé qu'un comptage erroné pourrait être plus attrayant pour les électeurs. Après qu'elle a atteint le chiffre neuf, une voix masculine retentit et compte les chiffres à rebours à partir de dix, comme un compte à rebours pour le lancement d'un missile. La scène passe ensuite à des images de nuage en champignon à la suite d'une explosion nucléaire, et la dernière image indique en majuscules : « Votez pour le président Johnson le 3 novembre », puis : « Les enjeux sont trop importants pour que vous restiez chez vous. »
Selon Monique Corzilius, ses parents ne savaient pas qu'elle jouait dans une publicité politique,. Elle est payée 105 $ (équivalent à 917 $ de 2021) pour jouer dans Daisy. La publicité est diffusée à 21 h 50 le 7 septembre, en partant du principe que la plupart des jeunes enfants seraient endormis, laissant leurs parents regarder la télévision, et seraient éventuellement influencés pour visualiser leur enfant dans le rôle de Monique Corzilius. Bien qu'elle n'ait été diffusée qu'une seule fois, cette publicité est considérée comme l'une des publicités politiques les plus populaires et les plus controversées. Monique Corzilius est ensuite représentée sur la page de couverture de l'édition du 25 septembre du magazine Time. Elle continue à apparaître dans des publicités télévisées et imprimées pendant plusieurs années après Daisy. En 1967, elle figure dans une publicité pour les glaces à l'eau Kool-Aid,.

## Vie ultérieure
En 1975, Monique Corzilius et ses parents s'installent à Philippsbourg, en France, où elle épouse Manuel Luiz, avant de retourner aux États-Unis en 1983,. Le couple s'installe à Phoenix, en Arizona. Elle ne voit la publicité Daisy que de nombreuses années plus tard, dans les années 2000, lors d'une recherche sur Internet,.
Une autre enfant actrice, Birgitte Olsen, a faussement prétendu être l'enfant de la publicité.
Manuel, le mari de Monique, est naturalisé américain en 2011. En 2014, elle travaille à superviser les ressources humaines dans une banque de Phoenix. Elle apparaît dans le documentaire de 2014 Bombs Away sur l'élection présidentielle de 1964 et son rôle dans l'ouverture d'une « nouvelle ère de publicité télévisée hautement négative »,.
Alors qu'elle fait campagne pour l'élection présidentielle de 2016, la candidate démocrate Hillary Clinton fait appel à Monique pour apparaître dans une publicité « suite » de la campagne présidentielle d'Hillary Clinton contre Donald Trump,. Dans cette publicité, Monique Luiz se présente, en voix off, avec des séquences de la publicité originale de Daisy. Elle déclare : « La peur de la guerre nucléaire que nous avions quand nous étions enfants, je n'ai jamais pensé que nos enfants auraient à y faire face un jour. Et voir cela se manifester dans cette élection est vraiment effrayant,. ». Le spot est diffusé pendant les pauses publicitaires des journaux télévisés du soir dans les comtés suivants : Arizona, Floride, Iowa, Nevada, New Hampshire, Caroline du Nord, Ohio et Pennsylvanie.